# Eulepidotis thecloides
Eulepidotis thecloides là một loài bướm đêm trong họ Erebidae.